# Efizia Tower
La Torre Efizia será un rascacielos ubicado en Avenida Santa Fe, Col. Cruz Manca, en el distrito de Santa Fe, alcaldía Cuajimalpa en la Ciudad de México. Se convertirá en uno de los rascacielos más altos del Distrito Federal, donde también se convertiría entre lo más altos sería en Ciudad Santa Fe el año 2012, año en que sería también terminada la construcción de las Torres City Santa Fe de 235 y 200 m. Se espera que la construcción del edificio tenga fin en el año 2012.

## La forma
- Su altura será de 161 metros y tendrá 34 pisos.

- Su uso será mixto.

- El área total del rascacielos será de 66,000 m².

- Se le reconocerá por la doble fachada con doble acristalamiento de vidrio con un distintivo de forma irregular por una rejilla de acero inoxidable que pone menos énfasis en los sistemas de aire acondicionado y reducirán el consumo de energía. En todas las zonas públicas de tecnología led de luminarias reducirán drásticamente el consumo eléctrico, el techo cubierto de zonas verdes, también se capturara el agua de lluvia y se usara en los sanitarios.

- La altura de piso a techo será de 5 m, siendo estos entrepisos uno de los más altos del mundo.

## Detalles importantes
- La torre fue seleccionada en el MIPIM FUTURE PROJECTS AWARDS como uno de los tres mejores Tall buildings del mundo del 2009, en proceso de diseño.

- Su construcción comenzara a mediados del 2009 y está tendrá fin a finales del 2012.

- La torre se encuentra actualmente sujeta a la certificación LEED, y el edificio ya ha obtenido el "oro" en su nivel anterior fase de la certificación.

- Por su desempeño ambiental se le considerara como uno de los más ecológicos de los rascacielos más altos del país.

- Tendrá 4 elevadores de alta velocidad que se moverán a 6.3 metros por segundo.

- Contara con 7 niveles subterráneos de estacionamiento.

- Los materiales que se usaran en la construcción de este rascacielos es: aluminio, concreto armado y vidrio.

- Será considerado un edificio inteligente, debido a que el sistema de luz es controlado por un sistema llamado B3, al igual que el de Torre Mayor, Torre Ejecutiva Pemex, World Trade Center México, Torre Altus, Arcos Bosques, Arcos Bosques Corporativo, Torre Latinoamericana, Edificio Reforma 222 Torre 1, Haus Santa Fe, Edificio Reforma Avantel, Residencial del Bosque 1, Residencial del Bosque 2, Torre del Caballito, Torre HSBC, Panorama Santa fe, Reforma 222 Centro Financiero, Santa Fe Pads, St. Regis Hotel & Residences, Torre Lomas.

## Datos clave
- Altura: 161 metros.
- Área Total: 66 000 metros cuadrados.
- Pisos: 7 niveles subterráneos de estacionamiento en los 41 niveles totales.
- Condición: Proyecto.
- Rango: 	
  - En México, 2011, 30.º lugar
  - En Ciudad de México, 2011, 20.º lugar
  - En Santa Fe, 2011, 3.er lugar

el proyecto es obra del despacho de diseño [SPACE], Juan Carlos Baumgartner